# Madrigal (distrito)
O Distrito peruano de Madrigal é um dos vinte distritos que formam a Província de Caylloma, situada no Departamento de Arequipa, pertencente a Região Arequipa, Peru.

## Transporte
O distrito de Madrigal não é servido pelo sistema de estradas terrestres do Peru.